# Головчак Петро Іванович
Петро́ Іва́нович Головча́к (11 січня 1948, Вовчків, тепер Маріямпіль — 10 липня 2009, Львів) — український художник, з 2008 — член НСХУ.

## Життєпис
Народився 11 січня 1948 року в селі Вовчків Галицького району Івано-Франківської області.
У 1969 році закінчив Львівське училище прикладного та декоративного мистецтва ім. Івана Труша, відділ художнього розпису. Деякий час викладав у дитячій художній школі міста Долини.
У 1977 році закінчив Львівський інститут прикладного та декоративного мистецтва (тепер ЛНАМ), відділ «ПІ». Викладачі: Балух І. Й., Овсійчук В. А., Максисько Т. С., Вендзилович М. Д., Курилич М. В., Ульгурський Я. О., Запаско Я. П., Любчик О. В., Крвавич Д. П., Борисенко В. Н., Штеренштейн Л. Згодом Петро Головчак і сам став викладачем Львівської академії мистецтв, кафедри академічного живопису.
Працював переважно в галузі станкового малярства, монументального малярства та скульптури. Вів активну виставкову діяльність; зокрема, у 2008 році відбулась персональна ювілейна виставка Петра Головчака у львівському Палаці мистецтв. Виставки робіт продовжуються і після його смерті.
Також у 2008 році в тернопільському видавництві «Підручники і посібники» вийшла друком книга Петра Головчака «Живопис, монументальні роботи, скульптура, графіка».
Помер 10 липня 2009 року.

## Основні роботи
- Мозаїка «Скали Довбуша» у фоє палацу культури «Мир», м. Трускавець, 1988 р.
- Мозаїка для піонерського табору в м. Немирів «Світлиця» (6 мозаїк на різноманітні тематики)
- Пам'ятник А.Шептицькому у м. Тернополі, виконаний у співпраці з архітектором Олегом Головчаком, відкритий та освячений 28 жовтня 2001 року кардиналом Любомиром Гузаром[7].
- Виготовив дві алегоричні фігурні скульптурні композиції для фасаду будівлі «Центру Євростудій», Тернопіль, 2000 р.
- Алегорія «Архітектура» — скульптурна фігурна композиція для фасаду будинку м. Тернопіль 2003 р.